# Runarsko
Runarsko este o localitate din comuna Bloke, Slovenia, cu o populație de 67 de locuitori.